# Jadwiga Popowska
Jadwiga Popowska herbu Pobóg, ps. Ewa; Joker; Skiz (ur. 18 lutego 1901 w Łodzi, zm. 18 lutego 1983 w Poznaniu) – polska poetka.

## Życiorys
Była córką urzędnika Tadeusza Popowskiego i Ewy z domu Stępkowskiej. W młodości mieszkała w majątku rodziców Trojanowice. Ukończyła naukę w siedmioklasowym Gimnazjum Henryki Domańskiej w Piotrkowie Trybunalskim (1918). W 1920 zamieszkała z rodziną w Poznaniu, gdzie ukończyła kurs gospodarstwa domowego. W 1922 rozpoczęła studia polonistyczne jako wolny słuchacz na Uniwersytecie Poznańskim. W 1925 pracowała jako urzędniczka w Polskim Czerwonym Krzyżu, w latach 1926–1928 jako korektorka, a następnie recenzentka i felietonistka „Gazety Powszechnej”. W 1928 zadebiutowała wierszami drukowanymi w „Życiu Literackim” – dodatku do „Dziennika Poznańskiego”. Publikowała poezję także na łamach „Tęczy” (od 1928). Od 1934 pracowała w redakcji „Dziennika Poznańskiego”, początkowo w dziale lokalnym. Od 1937 kierowała działem literatury, nauki i sztuki, w ramach którego publikowała wiersze, wywiadu i felietony.
Po rozpoczęciu II wojny światowej wydawała „Dziennik Poznański” do momentu zajęcia miasta przez Niemców. W grudniu 1939 została wysiedlona z Poznania i zamieszkała w Piotrkowie Trybunalskim, a następnie na wsi w Opoczyńskiem. Działała w Armii Krajowej, jednocześnie pisząc wiersze pod pseudonimem Ewa. W 1947 zamieszkała ponownie w Poznaniu, gdzie podjęła pracę w Bibliotece Miejskiej im. Raczyńskich, a następnie od 1950 w filiach dzielnicowych biblioteki na Dębcu i w Szczepankowie. W latach 1956–1960 była kierowniczką działu korekty „Tygodnika Zachodniego”, a od 1965 pracowała jako korektorka w redakcji nocnej „Głosu Wielkopolskiego”.
Należała do grupy literackiej „Loża”, była członkinią Związku Zawodowego Literatów Polskich i Związku Dziennikarzy, Związku Literatów Polskich (od 1959).
Została pochowana na cmentarzu komunalnym nr 2 Junikowo w Poznaniu.

## Publikacje
- Przed nocą, Poznań: Księgarnia Uniwersytecka 1937 [Wiersze]
- Wiersze. Warszawa: Czytelnik 1958
- Wołanie. Wybór wierszy 1937–1967. Poznań: WP 1967
- Wiersze zebrane 1937–1979. Poznań: WP 1981[2]

## Wyróżnienia
- Nagroda Oddziału Poznańskiego Związku Zawodowego Literatów Polskich (1938)
- Odznaka Honorowa Miasta Poznania (1971)
- Odznaka honorowa „Za Zasługi w Rozwoju Województwa Poznańskiego” (1976)[2]